# Anuak

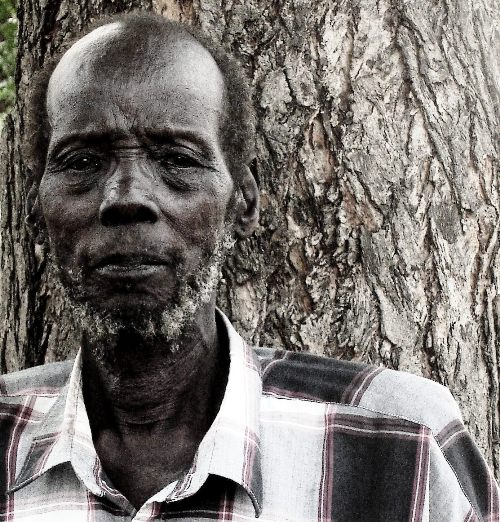
Anuak-Mann

Die Anuak (Eigenbezeichnung Anywaa bzw. Añwaa, andere Schreibweisen: Anyua, Anywak, Anwak, Anyuak) sind ein nilotisches Volk, das im Osten des Südsudan und in der Region Gambela im Westen Äthiopiens beheimatet ist.
Ihre Zahl lag gemäß Schätzungen von Missionaren 1991 bei 26.000 in Äthiopien und 52.000 im Südsudan, 2003 betrug ihre Gesamtzahl laut Encyclopaedia Aethiopica 100.000 bis 200.000. Bei der Volkszählung in Äthiopien 2007 wurden 89.051 Menschen als Anuak registriert.

## Lebensweise und Kultur
Die Anuak leben entlang von Flussläufen und betreiben Ackerbau. Ihre wichtigsten Anbauprodukte sind Mais, Sorghum, Tabak, Kürbis und Augenbohnen. Daneben leben sie auch von Fischerei, Viehzucht und Jagd, allerdings hat die Jagd aufgrund der Verringerung der Wildtierbestände an Bedeutung verloren. Traditionell sind die Dörfer, die mehrere Hundert Einwohner umfassen, die größte politische Einheit. Ihnen steht ein Dorfvorsteher (kwaaro) oder „Adliger“ (ñieya) vor; in Äthiopien wurden diese erblichen Titel sowie weitere Traditionen der Anuak nach 1974 unter dem kommunistischen Derg-Regime abgeschafft. Die Sprache der Anuak wird Anuak oder Anywa genannt und gehört zur Gruppe der Luo-Sprachen innerhalb des westlichen Zweiges der nilotischen Sprachen.

## Geschichte
Überlieferungen zufolge kamen die Anuak aus Südwesten in ihr heutiges Gebiet und sind von derselben Abstammung wie das in Südsudan lebende Volk der Schilluk. Es bestehen seit Längerem Konflikte mit den benachbarten Nuer.
Bis zur Abschaffung der Sklaverei in Äthiopien wurden Anuak von Hochland-Äthiopiern als Sklaven gefangen genommen. Anuak verkauften aber auch selbst Sklaven ins Hochland, um im Gegenzug Feuerwaffen zu erwerben.
In Gambela, dessen Zugehörigkeit zu Äthiopien auf Ende des 19. Jahrhunderts zurückgeht und das ab 1956 vermehrt in Äthiopien integriert wurde, machten die Anuak bis in die 1980er Jahre die Bevölkerungsmehrheit aus. Dies änderte sich, als die kommunistische Derg-Regierung infolge der Dürre und Hungersnot im äthiopischen Hochland Zehntausende Menschen aus anderen Landesteilen in Gambela ansiedelte und zudem Nuer vor dem Bürgerkrieg im Südsudan dorthin flohen. So machten die Anuak 2007 noch 21,16 % der Bevölkerung Gambelas aus. Das Derg-Regime hatte zudem die Nuer gegenüber den Anuak bevorzugt.
Nach dem Sturz des Derg 1991 wurde die Anuak-Widerstandsbewegung Gambella People’s Liberation Movement (GPLM) zum Partner der neuen Regierungskoalition EPRDF in Gambela. Innerhalb der GPLM gab es Konflikte zwischen Anuak-Untergruppen. 1998 ordnete die EPRDF den Zusammenschluss mit einer Nuer-Partei zur Gambella People’s Democratic Front (GPDF) an. Die Anuak-Oppositionspartei Gambella People’s Democratic Congress, die daraufhin entstand, wurde vor den Wahlen 2000 durch die Verhaftung ihrer Führungspersönlichkeiten geschwächt. 2003 löste die EPRDF die GPDF auf und bildete die Gambella Peoples’ Democratic Movement als Koalition aus drei neu gegründeten, ethnisch definierten Parteien für die Nuer, Anuak und Majangir.
Die Konflikte zwischen den Anuak, Nuer und „Hochländern“ werden auch gewaltsam ausgetragen. Anuak-Milizen haben verschiedentlich „Hochländer“-Zivilisten angegriffen. Am 13. Dezember 2003 töteten „Hochländer“ und äthiopische Soldaten über 400 Anuak in der Stadt Gambela.